# Jack Lovelock
John ("Jack") Edward Lovelock, född 5 januari 1910 i Crushington, död 28 december 1949 i Brooklyn i New York, var en nyzeeländsk friidrottare.
Lovelock blev olympisk mästare på 1500 meter vid olympiska sommarspelen 1936 i Berlin.